# 老娘離家記
《老娘離家記》（片名直譯為《我的快乐家庭》）是由娜娜·埃克維蒂米甚維利和西蒙·格羅斯（Simon Groß）執導的2017年格魯吉亞電影。該片曾在2017年日舞影展的世界電影戲劇大賽部分放映 ，並在第67屆柏林國際電影節進行了全球首映。埃克維蒂米甚維利和格羅斯以該作品獲得了索非亞國際電影節的國際類別最佳導演獎，以及同年敖德薩國際電影節最佳導演作品獎

## 劇情大綱
故事圍繞著一個尋常的格魯吉亞家庭。有一日，52歲的瑪娜娜毅然宣布要獨自搬到外面居住，離開家人、丈夫、孩子和父母，為家庭投下一顆震撼彈。

## 外部連結
- 互联网电影数据库（IMDb）上《My Happy Family》的资料（英文）
- 爛番茄上《老娘離家記》的資料（英文）